# Ľubomíra Kurhajcová
Ľubomíra Kurhajcová (Bratislava, 11 de outubro de 1983) é uma ex-tenista profissional eslovaca.